# When the Daltons Rode
When the Daltons Rode é um filme norte-americano de 1940, do gênero faroeste, dirigido por George Marshall e estrelado por Randolph Scott e Kay Francis.

## Notas

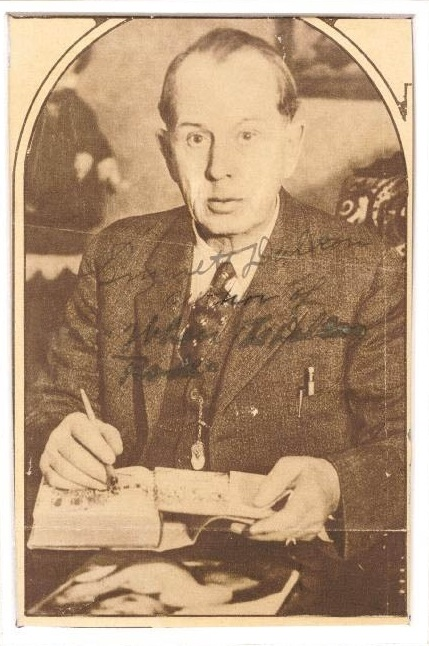
Emmett Dalton foi o único membro sobrevivente da gang dos Daltons. Condenado a prisão perpétua, recebeu perdão após 14 anos preso em regime fechado. Tornou-se ator na Califórnia e, em 1931, publicou o livro "When the Daltons Rode", no qual o filme foi baseado. Na fotografia, ele aparece em uma sessão de autógrafos de sua obra.

## Sinopse
Bob, Grat, Ben e Emmett Dalton iniciam uma vida de crimes depois que empresários das ferrovias tentam se apossar de suas terras. Após se especializarem em roubos a bancos, partem para um último, duplo e fatal assalto, na cidade de Coffeyville. Tod Jackson é o advogado amigo que luta, inutilmente, para tirá-los da senda do crime.

## Elenco
| Ator/Atriz         | Personagem    |
| ------------------ | ------------- |
| Randolph Scott     | Tod Jackson   |
| Kay Francis        | Julie King    |
| Brian Donlevy      | Grat Dalton   |
| George Bancroft    | Caleb Winters |
| Broderick Crawford | Bob Dalton    |
| Stuart Erwin       | Ben Dalton    |
| Andy Devine        | Ozark         |
| Frank Albertson    | Emmett Dalton |
| Mary Gordon        | Mamãe Dalton  |
| Harvey Stephens    | Rigby         |
| Edgar Dearing      | Xerife        |
| Quen Ramsey        | Wilson        |
| Dorothy Granger    | Nancy         |
| Robert McKenzie    | Fotógrafo     |
| Fay McKenzie       | Hannah        |